# Caroline County (Virginia)
Caroline County ist ein County im Bundesstaat Virginia der Vereinigten Staaten. Bei der Volkszählung im Jahr 2020 hatte das County 30.887 Einwohner und eine Bevölkerungsdichte von 22,7 Einwohnern pro Quadratkilometer. Der Verwaltungssitz (County Seat) ist Bowling Green.

## Geographie
Caroline County liegt im Nordosten von Virginia, ist etwa 20 km von Maryland entfernt und  hat eine Fläche von 1379 Quadratkilometern, wovon 16 Quadratkilometer Wasserfläche sind. Es grenzt im Uhrzeigersinn an folgende Countys: King George County, Essex County, King and Queen County, King William County, Hanover County, Spotsylvania County und Stafford County.

## Geschichte
Gebildet wurde es 1728 aus Teilen des Essex County, King and Queen County und des King William County. Benannt wurde es nach Caroline von Ansbach, der Ehefrau von Georg II. und somit ab 1727 Königin von Großbritannien. Während des Bürgerkriegs kämpften 1864 die Unionstruppen mit den Konföderierten nähe Milford. In Guinea starb General Thomas Jonathan Stonewall Jackson, nachdem er zuvor bei der Schlacht bei Chancellorsville am 2. und 5. Mai 1863 versehentlich von den eigenen Truppen angeschossen wurde. John Wilkes Booth, der Attentäter auf Präsident Abraham Lincoln, wurde angeblich von US-Truppen hier erschossen. 2011 erklärte das County den Loving Day zum offiziellen Feiertag.

## Demografische Daten

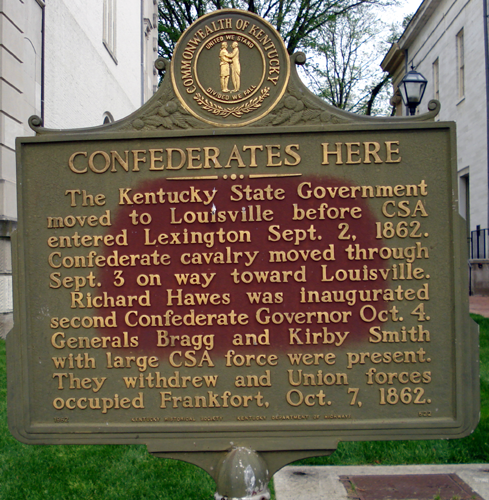
Gedenktafel an den Einmarsch der Konföderierten Armee, 1862

Alterspyramide des Caroline County

Nach den Angaben des United States Census 2000 lebten im Caroline County 22.121 Menschen in 8.021 Haushalten und 6.007 Familien. Die Bevölkerungsdichte betrug 16 Einwohner pro Quadratkilometer. Ethnisch betrachtet setzte sich die Bevölkerung zusammen aus 62,57 Prozent Weißen, 34,37 Prozent Afroamerikanern, 0,78 Prozent amerikanischen Ureinwohnern, 0,36 Prozent Asiaten, 0,03 Prozent Bewohnern aus dem pazifischen Inselraum und 0,52 Prozent aus anderen ethnischen Gruppen; 1,37 Prozent stammten von zwei oder mehr Ethnien ab. 1,33 Prozent der Bevölkerung waren spanischer oder lateinamerikanischer Abstammung.
Von den 8.021 Haushalten hatten 31,7 Prozent Kinder und Jugendliche unter 18 Jahre, die bei ihnen lebten. 56,3 Prozent waren verheiratete, zusammenlebende Paare, 13,2 Prozent waren allein erziehende Mütter, 25,1 Prozent waren keine Familien, 20,5 Prozent waren Singlehaushalte und in 8,2 Prozent lebten Menschen im Alter von 65 Jahren oder darüber. Die Durchschnittshaushaltsgröße betrug 2,69 und die durchschnittliche Familiengröße lag bei 3,08 Personen.
Auf das gesamte County bezogen setzte sich die Bevölkerung zusammen aus 24,8 Prozent Einwohnern unter 18 Jahren, 7,4 Prozent zwischen 18 und 24 Jahren, 29,9 Prozent zwischen 25 und 44 Jahren, 25,0 Prozent zwischen 45 und 64 Jahren und 12,9 Prozent waren 65 Jahre alt oder darüber. Das Durchschnittsalter betrug 38 Jahre. Auf 100 weibliche Personen kamen 99,1 männliche Personen. Auf 100 Frauen im Alter von 18 Jahren oder darüber kamen statistisch 97,5 Männer.

Das jährliche Durchschnittseinkommen eines Haushalts betrug 39.845 USD, das Durchschnittseinkommen der Familien betrug 43.533 USD. Männer hatten ein Durchschnittseinkommen von 31.701 USD, Frauen 22.455 USD. Das Prokopfeinkommen betrug 18.342 USD. 7,2 Prozent der Familien und 9,4 Prozent der Bevölkerung lebten unterhalb der Armutsgrenze. Davon waren 12,0 Prozent Kinder oder Jugendliche unter 18 Jahre und 11,7 Prozent waren Menschen über 65 Jahre.